# Rudolf Baláž
Rudolf Baláž (Tormáskert, 1940. november 20. – Besztercebánya, 2011. július 27.) szlovák katolikus pap, besztercebányai püspök.

## Pályafutása
1958-tól 1963-ig Pozsonyban tanult teológiát. 1963. június 23-án szentelték pappá. Ezt követően több helyen szolgált lelkipásztorként, majd 1968-tól 1970-ig a besztercebányai püspöki hivatalban működött.
1971-től 1982-ig az állam megtiltotta számára a papi szolgálatot, ezért traktorosként, később teherautósofőrként dolgozott. Ezt követően a turócszentpéteri plébánia adminisztrátora volt.

### Püspöki pályafutása
1990. február 14-én besztercebányai püspökké nevezték ki. Március 19-én szentelte püspökké besztercebányán Jozef Tomko bíboros, a Népek Evangelizációjának Kongregációja prefektusa, Ján Sokol nagyszombati érsek és Ján Chryzostom Korec nyitrai püspök segédletével. 
1994-től 2000-ig a Szlovák Püspökkari Konferencia elnöke, később elnökhelyettese volt.
Halálát embólia okozta.